# Clube Esportivo da Penha
Clube Esportivo da Penha é um clube particular fundado em 1º de janeiro de 1930 às margens do Rio Tietê, no bairro da Penha, em São Paulo.

## História
O clube foi fundado por um grupo de amigos liderados pelo espanhol Antonio Sanches Conessa e Plínio Augusto de Camargo, dissidentes do clube Regatas da Penha. Foi escolhido como primeiro presidente o tenente Barnabé Vieira da Silva, sendo a primeira reunião formal realizada em 19 de fevereiro de 1930 por Barnabé Vieira da Silva, Alberto Pelosi, Plínio Augusto de Camargo, Arthur de Souza, José Ferreira da Costa e Júlio Veiga. No local onde hoje existe o ginásio principal estava a margem do Rio Tietê, depois retificado com as obras públicas e a construção da Marginal Tietê, em 1953, o que afastou em muitos metros a distância do rio ao clube. As praticas esportivas da época se resumiam ao remo e à natação, realizadas no próprio rio, que ainda tinha suas águas limpas. Aos domingos ocorriam os bailes.
Em 1931 ocorreu a primeira atividade voltada ao atletismo, a Volta da Penha, sendo a segunda corrida mais antiga do Brasil.
O clube encontra-se em atividades atualmente, oferecendo espaço para variadas modalidades de esportes.

## Localização
Rua Capitão João Cesário, 354 - Penha, São Paulo.